# Biologiforbundet
Biologiforbundet blev oprettet 1. maj 1971 og er faglig forening for alle, der har interesse for biologi og biologifaget og underviser i eller formidler biologi. Forbundets formål er bl.a. at fremme glæde ved og indsigt i natur og biologi og at styrke skolens undervisning i fag og emner med biologisk indhold.
Biologiforbundet uddeler Kaskelotprisen, som er en hæderspris til personer eller organisationer, der har ydet en ekstraordinær indsats for at fremme biologisk indsigt.
Forbundet er godkendt som faglig forening under Danmarks Lærerforening, sidder i Det Grønne Kontaktudvalg samt i WWF's præsidium.
Foreningen har siden 1981 uddelt Kaskelotprisen.